# (73216) 2002 JW22
(73216) 2002 JW22 – planetoida z pasa głównego asteroid okrążająca Słońce w ciągu 4 lat i 181 dni w średniej odległości 2,72 j.a. Została odkryta 8 maja 2002 roku w programie LINEAR. Nazwa planetoidy jest oznaczeniem tymczasowym.